# Onderlijk
Het onderlijk is bij een zeilschip de onderzijde van een zeil.
De naam onderlijk komt van het lijkentouw, de lijn aan een kant van het zeil die voor de stevigheid van het zeil daar bevestigd is. Door het lijkentouw kan een zeil stevig onder spanning gezet worden, kan het strak gehesen worden, en kan het onderlijk strak aangetrokken worden. Ieder van de zijden van een zeil kende zo'n lijkentouw, maar voor de tegenwoordige moderne zeilen gaat het niet altijd meer op.

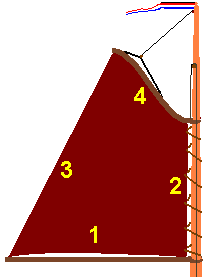
De vier zijden van een gaffelgetuigd zeil
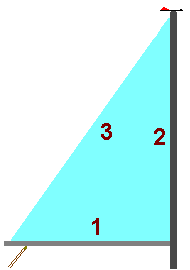
De zijden van van een topgetuigd zeil

De kanten van het zeil heten (toepasselijk): 
1. onderlijk
2. voorlijk
3. achterlijk
4. bovenlijk

Het onderlijk wordt aan haar twee uiteinden begrensd door aan de achterkant de schoothoek en aan de voorkant de halshoek. 
Wanneer het hard stormt kan het mis gaan wanneer het zeil uit zijn lijken waait, oftewel wanneer het zeil losscheurt van de zijkanten.
Bij platbodems wordt vaak met een losse broek gezeild: het onderlijk zit dan niet aan de giek bevestigd. 
Het zeil zit aan de onderkant op twee punten vast:
- Op de hoek van onderlijk en voorlijk (de hoek van de giek en de mast), de halshoek, zit het zeil vast aan de halstalie.
- Bij de punt van de giek, zit het zeil bij de hoek van achterlijk en onderlijk vast aan de onderlijkstrekker.

Met onderlijkstrekker en halstalie kan de spanning in het onderlijk (de bolling van het zeil) geregeld worden.